# Force de Planck
La force de Planck est une force dérivée des unités naturelles de Planck. Elle résulte de la définition des unités de temps, ainsi que de la longueur et masse de Planck. On peut dire que la force Planck est égale à la quantité de mouvement divisé par l’unité de temps de Planck. Elle peut aussi être calculé en divisant l’énergie de Planck (aussi dérivé) par la longueur Planck.
La force de Planck est parfois dénommée constante de Kostro ou limite de Kostro, en hommage à Ludwik Kostro, qui la dénomme force c4/G.

## Notation et valeur
La force de Planck est couramment notée FP, symbole composé de la lettre latine F majuscule, initiale de l'anglais force (« force »), suivie, à droite et en indice, de la lettre latine P majuscule, initiale du nom patronymique de Max Planck.
La force de Planck a, par définition, la dimension d'une force (kg m s−2). Elle est donc de manière équivalente homogène à une énergie divisée par une longueur (kg m2 s−2 / m) ou à une impulsion divisée par un temps (kg m s−1 / s). En unités de Planck, la force de Planck est donc donnée par :
{\displaystyle F_{\text{P}}={\frac {m_{\text{P}}c}{t_{\text{P}}}}={\frac {E_{\text{P}}}{l_{\text{P}}}}={\frac {c^{4}}{G}}},
où :
- {\displaystyle m_{\text{P}}} est la masse de Planck ;
- {\displaystyle t_{\text{P}}} est le temps de Planck ;
- {\displaystyle E_{\text{P}}} est l'énergie de Planck ;
- {\displaystyle l_{\text{P}}} est la longueur de Planck ;
- {\displaystyle c} est la vitesse de la lumière dans le vide ;
- {\displaystyle G} est la constante gravitationnelle.

La valeur de la force de Planck ainsi calculée est de :
{\displaystyle F_{\text{P}}=1{,}21027\times 10^{44}{\text{N}}}.

## Force de Planck et relativité générale
La force de Planck n'est dérivée que de la constante de gravitation universelle de Newton et de la vitesse de la lumière, qui sont constantes partout dans l’espace. Elle caractérise donc une propriété de l'espace-temps.
La valeur limite qu'elle représente ne correspond pas à l'unité de Planck, mais à l'unité de Planck réduite, où G est remplacé par 4G. La force de Planck réduite qui en résulte est quatre fois plus faible, et vaut 3,025 74 × 1043 N.
Elle fait partie des quatre unités de Planck qui (en unité de Planck réduites) se présentent comme des limites maximum en relativité générale, atteignable uniquement à l'horizon d'un trou noir :  la masse linéique de Planck ({\displaystyle c^{2}/4G}), le débit massique de Planck ({\displaystyle c^{3}/4G}), la force de Planck ({\displaystyle c^{4}/4G}) et la puissance de Planck ({\displaystyle c^{5}/4G}).

## Force et quantité de mouvement
Le concept de force (physique) est d'application délicate dans les domaines de Planck. En mécanique newtonienne, la relation entre la force et le mouvement est donnée par la 2e loi de Newton ou « principe fondamental de la dynamique » : 	
{\displaystyle {\vec {F}}={\frac {\mathrm {d} {\vec {p}}}{\mathrm {d} t}}}
où {\displaystyle {\vec {p}}} est la quantité de mouvement de l'objet, c'est-à-dire le produit de la masse par la vitesse (tandis que l'impulsion est le changement de la quantité de mouvement produit dans un court laps de temps donné), et t est le temps.
L'entité fondamentale est ici la quantité de mouvement, qui est une grandeur conservatoire : elle ne peut être ni créée ni détruite, mais uniquement échangée. La notion de force reflète cet échange de quantité de mouvement à travers une certaine frontière (donc entre un « intérieur » et un « extérieur »), c'est le flux de quantité de mouvement par unité de temps.

## Constante de couplage gravitationnel
Le tenseur d'Einstein {\displaystyle G_{\mu \nu }} relie la géométrie de l’espace-temps à la distribution de matière, décrite par le tenseur énergie-impulsion {\displaystyle T_{\mu \nu }}. Les équations d’Einstein s’écrivent ainsi :
{\displaystyle G_{\mu \nu }={\frac {8\pi G}{c^{4}}}T_{\mu \nu }.} où  8 π G / c4 est la constante gravitationnelle d'Einstein qui vaut 2,076 579 10-43 m J-1 (ou N-1).
On a donc de manière équivalente :
{\displaystyle {\frac {c^{4}}{4G}}.G_{\mu \nu }=2\pi T_{\mu \nu }.}
La force de Planck est donc le coefficient de passage entre le tenseur d'Einstein et le tenseur énergie-impulsion : c'est la force qu'il faut appliquer pour courber l'espace au maximum correspondant à un horizon.

## Horizon d'un trou noir
La valeur de cette force limite représente l’énergie d’un trou noir de Schwarzschild divisée par le double de son rayon (c'est-à-dire par son diamètre) :
{\displaystyle {\frac {E}{2r}}={\frac {mc^{2}}{2\cdot (2Gm/c^{2})}}={\frac {c^{4}}{4G}}}

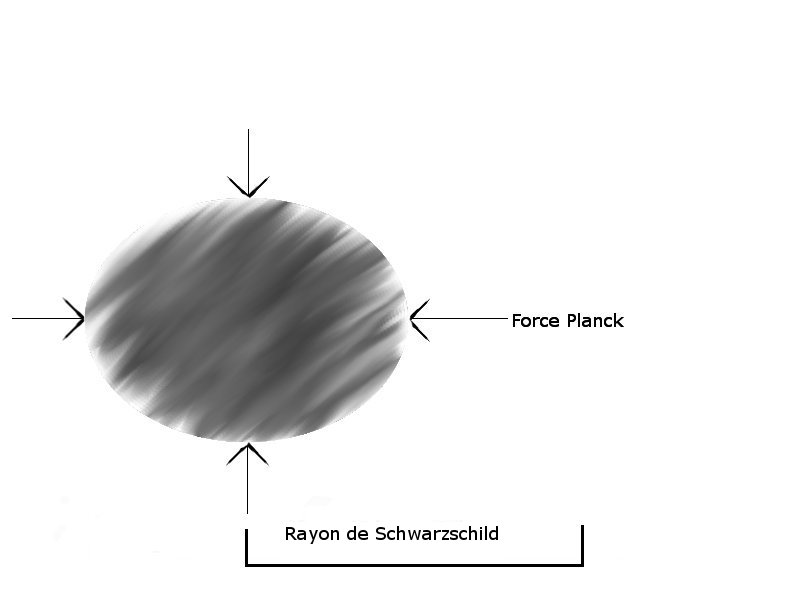

Cette force est un maximum, dans le sens où si l'on considère une surface physique observable en tout point, l'intégrale du flux de quantité de mouvement sur cette surface ne peut pas excéder la force de Planck normalisée.
Cette force maximale peut être comprise intuitivement en remarquant que les trous noirs (de Schwarzschild) sont les corps les plus denses possibles pour une masse donnée. Puisqu’il existe une limite à la façon dont un corps peut être comprimé, les forces – qu’elles soient gravitationnelles, électriques, centripètes ou de n’importe quel autre type – ne peuvent pas être arbitrairement grandes.
La force de Planck réduite relie la masse et le rayon d'un trou noir de Schwarzschild, pour lequel {\displaystyle r=2Gm/c^{2}} : l'énergie contenue dans le trou noir est proportionnelle à sa masse {\displaystyle E=m\cdot c^{2}} ; et cette densité d'énergie maintenue dans ce volume (en W m−3) peut s'analyser comme une pression (en N m−2) s'exerçant sur la surface {\displaystyle 4\pi r^{2}} de la sphère, développant une force constante indépendante de la masse (et donc du rayon) du trou noir :
{\displaystyle F={\frac {mc^{2}}{4/3\cdot \pi r^{3}}}\cdot 4\pi r^{2}={\frac {3mc^{2}}{2Gm/c^{2}}}={\frac {3}{2}}{\frac {c^{4}}{G}}={\frac {3}{2}}F_{p}}
Soit:
- Fp est la Force Planck,
- m est la masse de l'objet,
- G est la constante de gravitation universelle.
- RG est le rayon de Schwarzschild

Par ailleurs, la gravité de surface d'un trou noir de Schwarzschild est donnée par :
{\displaystyle \kappa _{\rm {Sch}}={\frac {GM}{R^{2}}}={\frac {1}{M}}\left({\frac {c^{4}}{4G}}\right)={\frac {F_{Pr}}{M}}}